# Cantonul Oloron-Sainte-Marie-Ouest
Cantonul Oloron-Sainte-Marie-Ouest este un canton din arondismentul Oloron-Sainte-Marie, departamentul Pyrénées-Atlantiques, regiunea Aquitania, Franța.

## Comune
- Agnos
- Aren
- Asasp-Arros
- Esquiule
- Géronce
- Geüs-d'Oloron
- Gurmençon
- Moumour
- Oloron-Sainte-Marie (parțial, reședință)
- Orin
- Saint-Goin